# Racławice (Grande-Pologne)
Pour les articles homonymes, voir Racławice.
Racławice est une localité polonaise de la gmina rurale de Kraszewice, située dans le powiat d'Ostrzeszów en voïvodie de Grande-Pologne. Elle se trouve à environ 21 kilomètres au nord-est de la ville d’Ostrzeszów et 133 km au sud-est de Poznań, la capitale régionale.

## Géographie

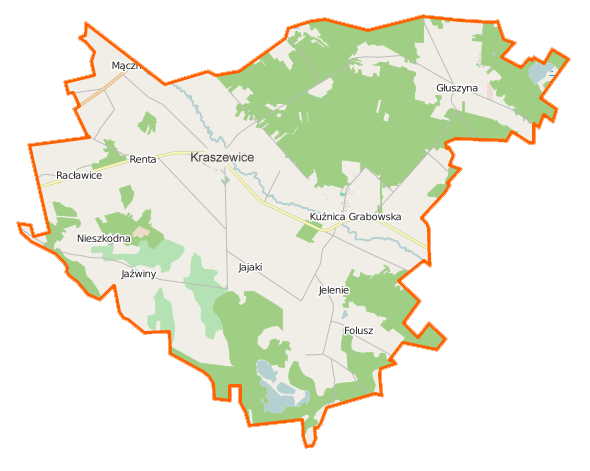
Carte de la gmina de Kraszewice.